# Ronald Wayne
Pour les articles homonymes, voir Wayne.
Ronald Gerald Wayne, né le 17 mai 1934 à Cleveland, est l'un des trois cofondateurs d'Apple Computer le 1er avril 1976, avec Steve Jobs et Steve Wozniak. Il est l'auteur du premier logo de la firme et de diverses documentations.
Initialement propriétaire de 10 % des parts d'Apple, il les revendit en totalité douze jours plus tard pour 800 $ dans la crainte de se voir redevable sur ses biens personnels des dettes de la société (Jobs endetta rapidement Apple en argent comptant et en matériel). S’il était resté au capital de l’entreprise, sa fortune s’élèverait aujourd’hui à 340 milliards de dollars. 
Contrairement aux deux autres fondateurs, âgés de 21 et 25 ans, il aurait été le seul vers lequel se tourneraient les créanciers, étant le seul à posséder des biens saisissables. 
Il s'est depuis reconverti en tant que négociant en numismatique et philatélie.
Il n'a jamais possédé de produit Apple jusqu'en 2011, quand il s'est vu offrir un iPad 2 à l'Update Conference de Brighton.

## Anecdote
Au début des années 1990, Wayne a vendu l'accord initial de l'entreprise Apple signé en 1976 par Jobs, Wozniak et lui-même, pour 500 $. En 2011, le contrat a été revendu aux enchères pour 1,6 million $[réf. nécessaire].